# Schloss Löwenberg (Murten)
Das Schloss Löwenberg ist ein herrschaftlicher Landsitz und ehemaliges Weingut bei Murten im Kanton Freiburg in der Schweiz. Erbaut im 15. oder 16. Jahrhundert wurde es in verschiedenen Bauphasen und -stilen während vier Jahrhunderten erweitert und ergänzt. Auf dem Gelände befindet sich auch das Centre Loewenberg, Ausbildungszentrum der Schweizerischen Bundesbahnen. Die Räume des Herrenhauses werden dabei teilweise für Schulungen genutzt.

## Geschichte

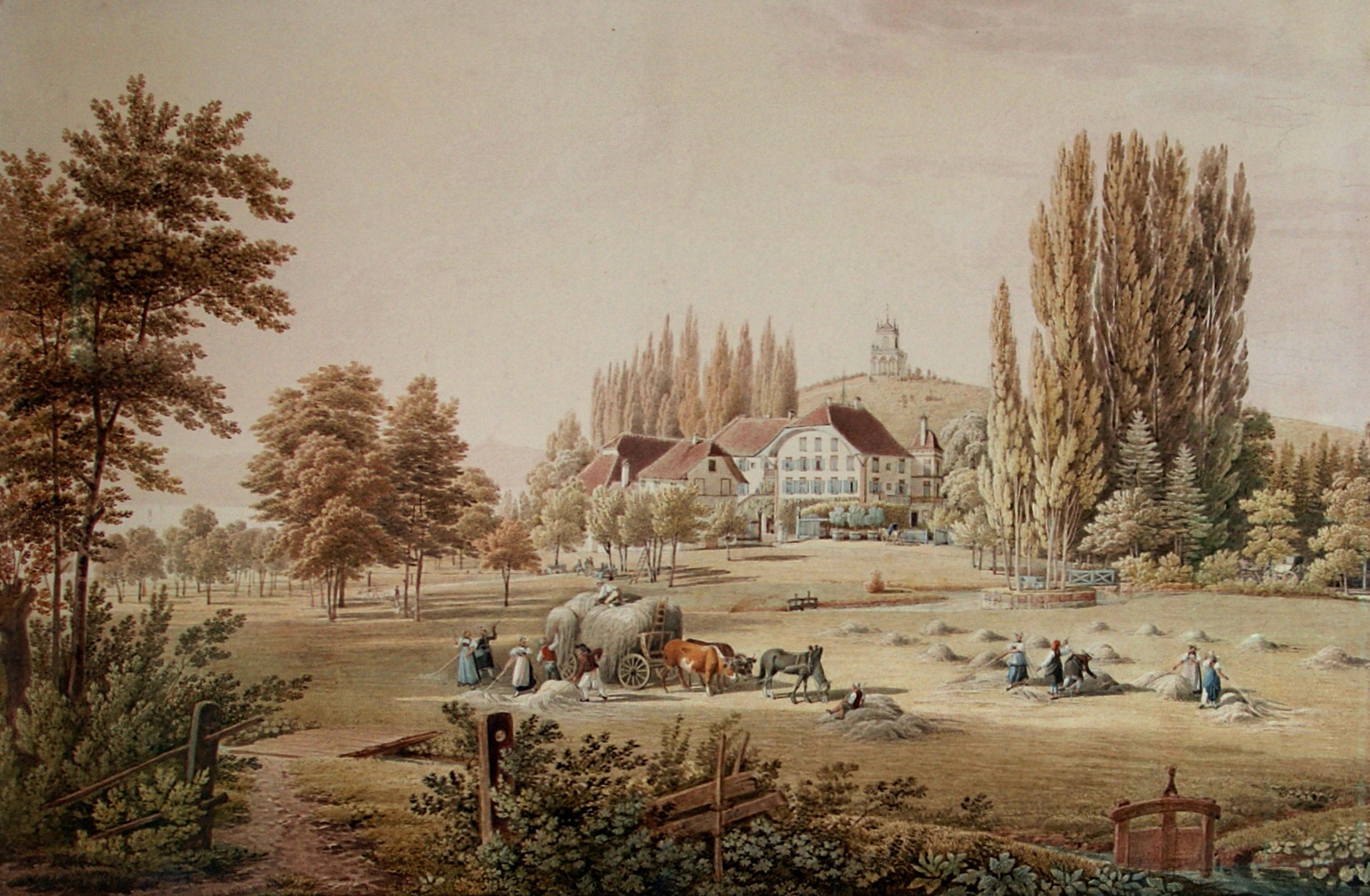
Ansicht von Schloss Löwenberg um 1830

Ein von Archäologen freigelegter Grabhügel legt die Vermutung nahe, dass Löwenberg bereits in der Bronzezeit besiedelt war. Schriftlich erwähnt wurde der Ort erstmals im Jahr 1267 als «Loenber», in einer Urkunde zwischen dem Grafen und späteren König Rudolf IV. von Habsburg, und seinem Widersacher Graf Peter II. von Savoyen. Im Spätmittelalter befand sich das Gut im Besitz der Freiburger Adelsfamilie Velga. 1476 befreiten Bern und Freiburg, als neue Besitzer Murtens, den Rebberg von Jakob Velga von den Steuern, da dieser durch die Belagerung und Schlacht bei Murten stark beschädigt wurde. 1511 erwarb Sebastian von Diesbach das Gut. Er hat als Erster heute noch sichtbare Spuren am Herrenhaus hinterlassen. 
Im 16. und 17. Jahrhundert wechselte das Gut mehrmals den Besitzer und das Hauptgebäude wurde vom Weinbauernhaus zum Landschlösschen ausgebaut. 1794 gelangte Löwenberg in den Besitz der Familie de Rougemont, während deren Besitzdauer viele Um-, Aus- und auch Neubauten getätigt wurden. (Denis I. de Rougemont und seine drei Söhne zeichneten sich als Liebhaber und Mäzene hervorragender Architektur aus. Unter anderem gelangten sie in den Besitz des Hôtel DuPeyrou in Neuchâtel, des Bächiguts mit der Chartreuse in Hilterfingen und des Schadaugutes in Thun, wo Denis’ Sohn Alfred das gleichnamige Schloss erbauen liess.) Das Hauptgebäude von Löwenberg wurde dieser Zeit in einen repräsentativen Landsitz umgewandelt, verschiedene Wirtschaftsgebäude entstanden und die Umgebung wurde in einen Park englischer Art umgestaltet. Ausserdem erreichte das Gut in dieser Zeit seine grösste Ausdehnung von 250 Jucharten (ca. 75 Hektaren). 
1973 wurde das Gut an die SBB verkauft. Von 1980 bis 1982 wurde das Ausbildungszentrum gebaut, wobei auch Restaurierungsarbeiten an den historischen Gebäuden durchgeführt wurden.

## Herrenhaus

### Teile und Bauphasen
Kern des Gebäudes ist nach wie vor das Weinbauernhaus, das im 15. oder 16. Jahrhundert in der Westecke der Rebhügelmauer im spätgotischen Stil erbaut wurde: ein einfacher Kubus. Ausser dem Volumen und der Wappentafel des Erbauers Sebastian von Diesbach ist davon allerdings nichts mehr zu sehen. Es ist nicht sicher, ob er das Gebäude komplett neu erbaut, oder Teile des Bestehenden wiederverwendet hat. Während des Umbaus zum Landschlösschen, zur Zeit des Hochbarocks im 17. Jahrhundert, wurde die Nutzfläche beinahe verdoppelt und als prägendes Element ein Turmerker in der südlichen Gebäudeecke hinzugefügt. Markant ist auch der in derselben Zeit angebaute Gebäudeteil mit Treppengiebel, dessen First quer zu dem des Kernhauses liegt. Im 18. Jahrhundert wurden die Dächer saniert, wodurch sich die Wirkung des Gebäudes erheblich veränderte. Typisch für diese Zeit ist die hinzugefügte Uhr im Giebelfeld des Kernhauses sowie die Glockenhaube des Turmerkers. Nach der Französischen Revolution wurden, wie in den Städten, auch in Löwenberg Mauern und Einfriedungen eingeebnet. An der Rebhügelmauer, die nicht abgerissen werden konnte, entstand die Freitreppe mit Brunnen. Um 1830 wurden ein Verwalterhaus und eine Scheune errichtet. Neugotische Gusseisendetails des Balkongeländers sowie Elemente der ebenfalls hinzugefügten Loggia sind beliebte Architekturmotive des 19. Jahrhunderts. 1888 angebaut wurde eine Orangerie an der Nordecke des Gebäudes.

### Innenräume
Das Herrenhaus besitzt zahlreiche Räume mit Interieurs aus unterschiedlichen Epochen vom 17. Jahrhundert bis heute. Eine Auswahl von herausragenden Zimmern des ersten Stocks, die der Repräsentation dienten, ist in den folgenden Abschnitten beschrieben.

#### Entrée

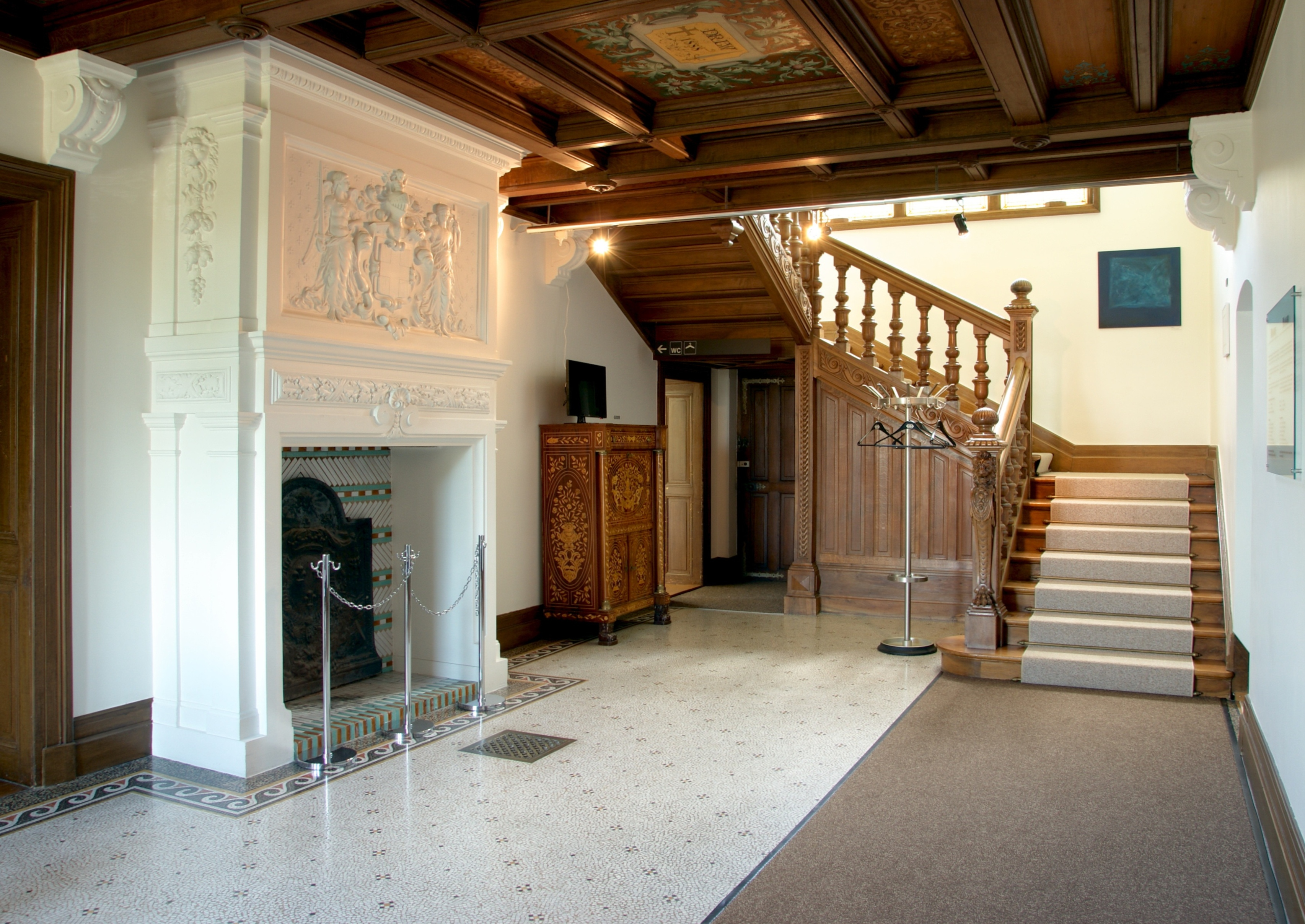
Entrée im Arts-and-Crafts-Stil

Das Entrée, als einer der jüngsten Räume 1888 eingerichtet, befindet sich im ersten Stock. Die schwere Holzdecke und der Kamin widerspiegeln den Stil mittelalterlicher Prunksäle. Eine pseudobarocke Nussbaumtreppe führt in den zweiten Stock. Reiche Holzarbeiten, Bleiverglasungen, Malereien, Gips-, Keramik- und Gusseisenelemente sowie der mit Mosaiken belegte Terrazzoboden zeugen vom Geist der englischen Arts-and-Crafts-Bewegung. Zum Entrée gehört auch ein früher als Bibliothek und möglicherweise Fumoir genutzter Raum, der mit punzierten, bemalten und vergoldeten Ledertapeten aus dem Spätbarock von bemerkenswerter Qualität ausgestattet ist. Ein Ofen, ebenfalls aus der ersten Hälfte des 18. Jahrhunderts und Eichentäfer runden die Einrichtung ab.

#### Korridor und Ecksalon
Vom Entrée nach rechts führt ein Stichgang in den Hauptkorridor des ursprünglichen Kernhauses. Dieser Korridor wurde im Zuge der Umbauten in den 1660er Jahren mit Malereien in Grisaille-Technik verziert. Am westlichen Ende des Korridors führt eine Wendeltreppe in die Obergeschosse sowie in den Keller. Wohl zeitgleich mit dem Korridor wurde der Salon in der südwestlichen Hausecke ausgemalt. Phantasielandschaften, Fruchtgirlanden, verschlungenes Blattwerk und Marmorierungen an Decke, Wänden und Fensterleibungen wurden während der Restaurierungsarbeiten unter einer Übermalung freigelegt. Im Salon steht unter anderem auch ein mit Versen und Sprüchen geschmückter Fayence-Ofen aus der Werkstatt Pfau in Winterthur von 1670.

#### Speisezimmer

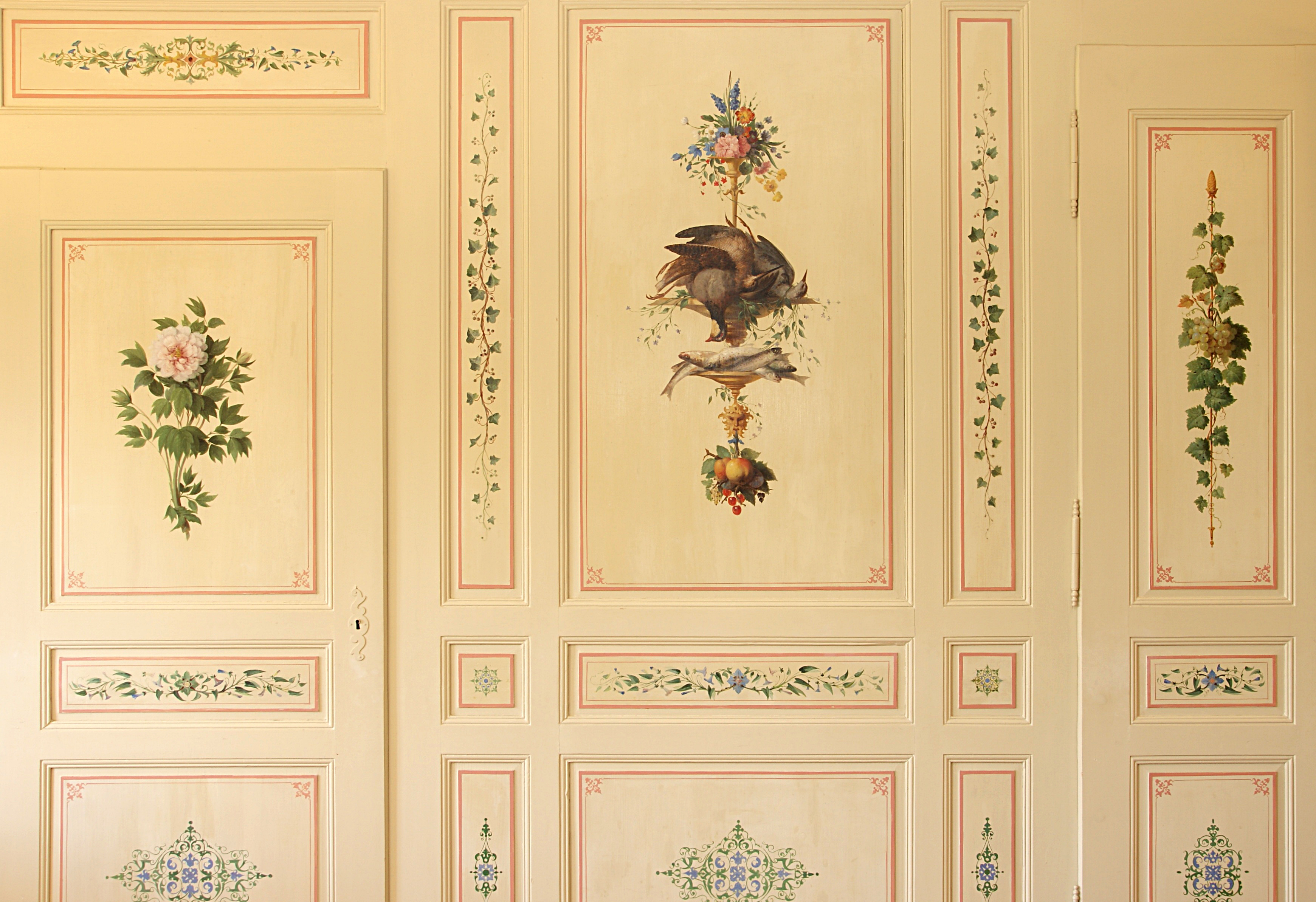
Malereien im ehemaligen Speisezimmer

Das Speisezimmer wurde wahrscheinlich um 1840 von einem unbekannten Künstler ausgemalt. Die Qualität der Malereien auf Täfer und Wandschränken geht weit über die reine Dekoration hinaus. Hauptmotiv sind, passend zu Löwenberg, verschiedenartige, stattliche Weintrauben. Daneben gibt es Grotesken, Blumengestecke, Früchte, Efeuranken, und Weitere. Besonders hervorzuheben ist ein Stillleben mit Vögeln und Fischen. Zwischen den Fenstern verweist ein Allianzwappen de Rougemont/Thellusson auf die Auftraggeber.

#### Orangerie

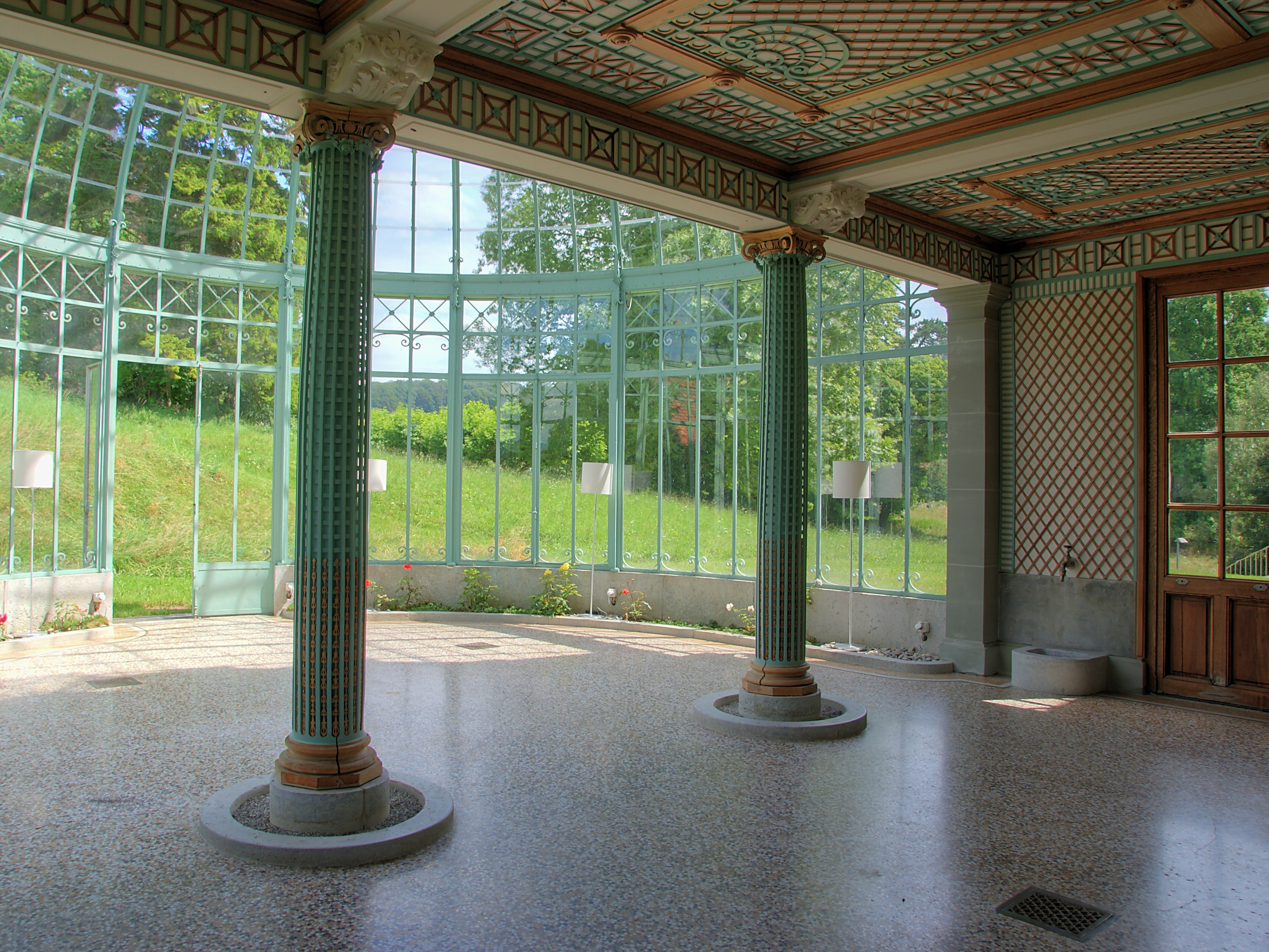
Innenansicht der Orangerie

Die Orangerie aus der Belle Époque bildet einen zur Landschaft hin offenen Abschluss. Sie besteht aus zwei Teilen. Einerseits einem Massivbauteil, dessen Grösse an den Fenstergewänden aus Berner Sandstein von aussen erkennbar ist, andererseits aus einem daran angebauten, halbkreisförmigen und überkuppelten Glashaus. Stahlprofile und Gusseisenteile des Glashauses stehen Flächenornamenten und verzierten Säulen mit Kapitellen gegenüber.

## Umgebung und Park

### Topographie
Löwenberg befindet sich auf einem Hügel, einem Ausläufer der Voralpen zwischen Murtensee und grossem Moos, bildet also in der weiteren Umgebung des Mittellandes einen natürlichen Engpass. Das milde Seeklima und die Ausrichtung nach Süden begründen die Eignung für den Weinbau. Ausserdem ist das Gut so vor dem Nordwind und Überschwemmungen geschützt. Das Haus lag ursprünglich, vor den Juragewässerkorrektionen, die eine Seespiegelabsenkung von ca. 3,5 Meter bewirkten, deutlich näher am See, mit schönem Ausblick darüber. Diese Privilegien bringen allerdings auch Nachteile mit sich. Durch die besondere Lage wichtig für den Verkehr, wurde das Gut immer mehr durch Landstrassen, Eisenbahn, Autobahn, eine Hochspannungsleitung und auch militärische Einrichtungen bedrängt. Das unter der Federführung von Fritz Haller geplante und gebaute Ausbildungszentrum der SBB zeichnet sich im Gegensatz dazu durch geschickte Anordnung der Neubauten und gefühlvollen Landschaftsbezug aus.

### Park und Wirtschaftsgebäude

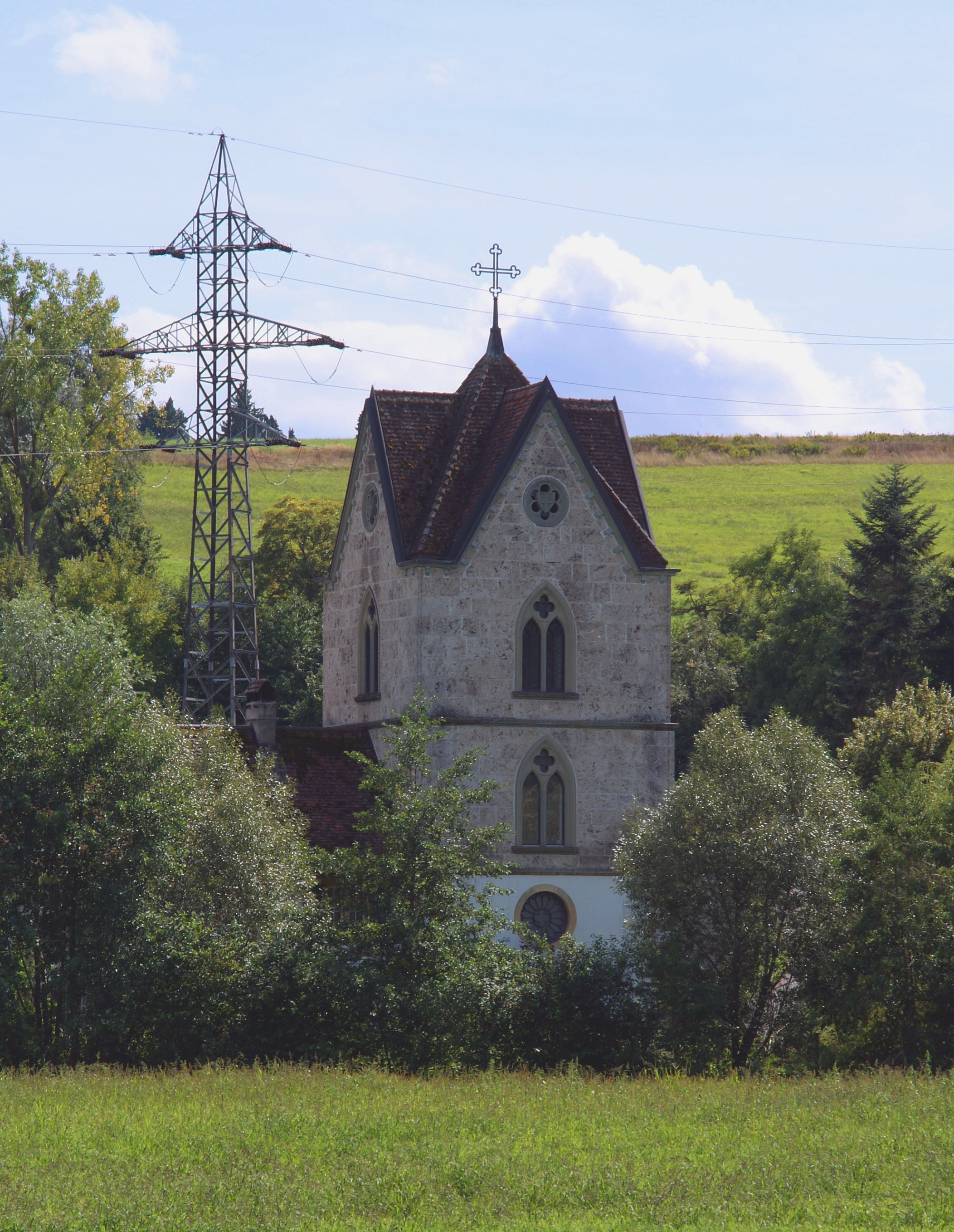
Ermitage

Der entlang von Wegen organisierte Landschaftspark und die heute noch bestehenden Gebäude wurden hauptsächlich während der Ära Rougemont angelegt. Vom Herrenhaus Richtung Süden führt eine Lindenallee, woran ein beachtlicher Baumkreis angelegt wurde. Auf halbem Weg links ab führt ein Weg zu einer Ermitage, die nach dem Vorbild der Chartreuse von Hilterfingen 1831 errichtet wurde. Sie diente bis 1984 als Mühle, Ofen- und Lagerhaus. Heute wird sie bewohnt. Weiter südöstlich davon befinden sich das Wirtshaus Stöckli, das als Ersatz für eine alte Weinschenke erbaut wurde, ein Speicher, die Grande Ferme sowie zwei weitere Mühlen. Östlich des Herrenhauses an der Rebhügelmauer steht eine Trotte, die auch als Lagerraum genutzt wurde. Von dort führt ein Spazierweg auf die Spitze des Rebhügels, wo seit dem 17. Jahrhundert ein Belvedere stand, von dem nur Reste erhalten sind. Nördlich des Herrenhauses steht das Verwalterhaus, dazwischen ein Garten mit Springbrunnen im Biedermeier-Stil. Hinter dem Verwalterhaus befindet sich eine Scheune sowie weitere Kleinbauten und Unterstände ringsum. Erst später erstellt wurde ein Pavillon direkt vor dem Herrenhaus.

### Militärische Anlagen

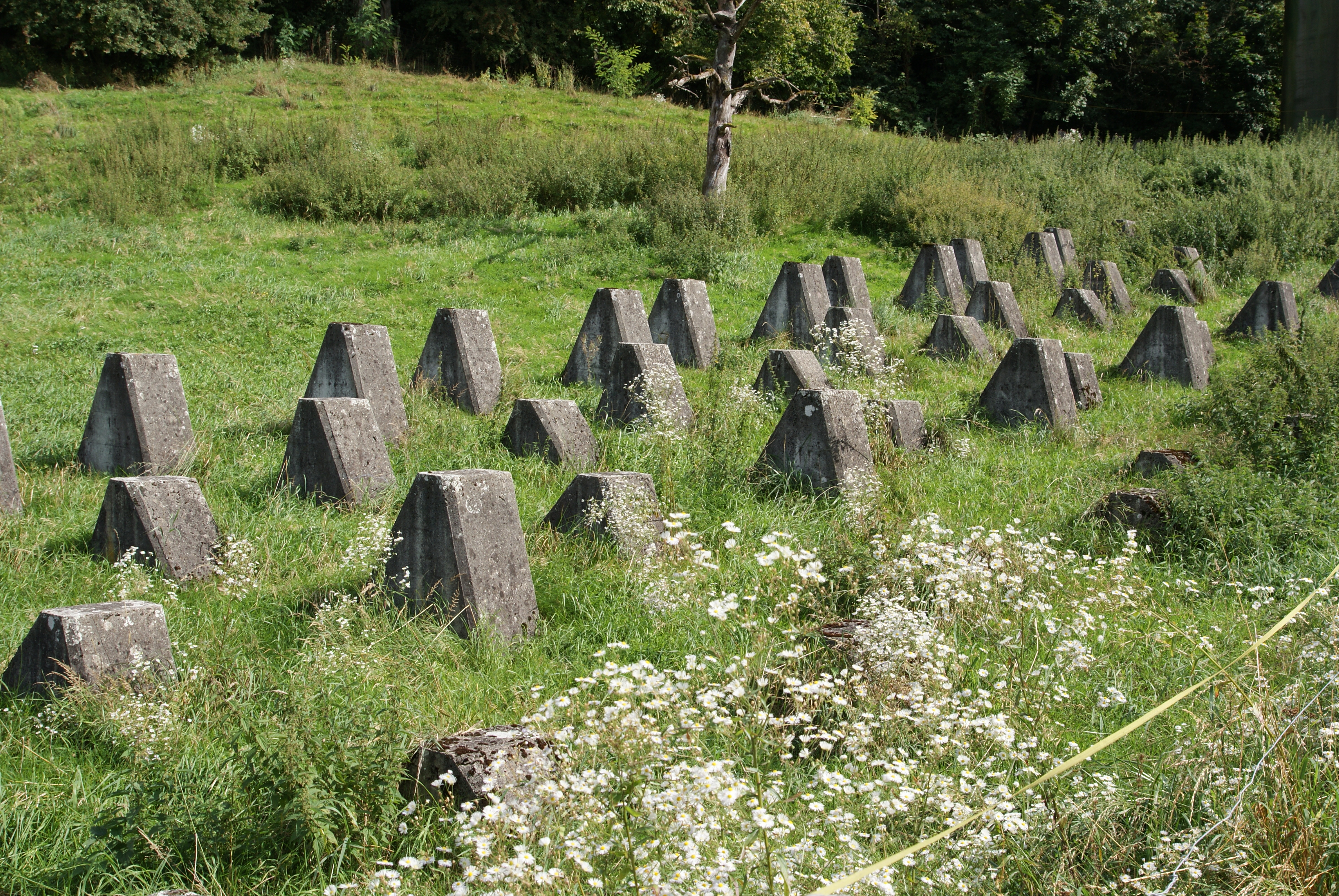
Sperrstelle Löwenberg Panzerhindernis Nord

Die militärischen Einrichtungen auf dem Gelände sind als Militärdenkmal von nationaler Bedeutung eingestuft. Als Teil der Drei-Seen-Verteidigungslinie wurden im Ersten Weltkrieg Infanteriewerke und Artilleriestellungen gebaut, um Durchmärsche von Nordwesten Richtung Bern zu verhindern. Zwischen den Kriegen wurde der Engpass Löwenberg als wichtiger Abschnitt der Grenzbefestigungen der Schweiz weiter ausgebaut. Ab 1940 wurden zudem Panzersperren und ein Graben angelegt. Sie sollten aus den Infanteriewerken mit Kanonen beschossen werden, welche wiederum von Leichtmaschinengewehrbunkern gedeckt wurden. Nahbereichsverteidigung lieferten kleine Anlagen wie die in die Trotte eingebaute Maschinengewehrstellung. Noch um 1990 wurde neben der Trotte einer der seltenen Centi Bunker gebaut, mit dem Geschützturm eines ausgemusterten Panzers als Kanone. Alle Anlagen sind heute nicht mehr in Betrieb.